# سامسونج جالكسي بيم i8530
سامسونج جالاكسي بيم i8530 (بالإنجليزية: Samsung Galaxy Beam i8530)‏ هو هاتف ذكي من إلكترونيات سامسونج يعمل بنظام أندرويد، تم طرحه في الأسواق في 1 يوليو 2012.

## الخصائص
- نظام التشغيل: أندرويد
- الكاميرا الأمامية: 1.3 ميجابكسل
- الكاميرا الخلفية: 5 ميجابكسل
- الوزن: 145.3 غ (5.13 أونصة)
- المعالج: 1.0 جيجا هرتز ثنائي النواة
- التخزين: 8 جيجابايت ذاكرة وميضية

## وصلات خارجية
- الموقع الإلكتروني